# カンポマリーノ
カンポマリーノ（イタリア語: Campomarino）は、イタリア共和国モリーゼ州カンポバッソ県にある、人口約8,100人の基礎自治体（コムーネ）。

## 地理

### 位置・広がり

#### 隣接コムーネ
隣接するコムーネは以下の通り。括弧内のFGはフォッジャ県（プッリャ州）所属を示す。
- キエウティ (FG)
- グリオネージ
- ポルトカンノーネ
- サン・マルティーノ・イン・ペンシリス
- テルモリ

## 行政

### 分離集落
カンポマリーノには、以下の分離集落（フラツィオーネ）がある。
- Campomarino Lido, Nuova Cliternia, Ramitelli, Contrada Àrcora